# Samsung SM3
O SM3 é um sedan médio da Renault Samsung Motors.
A primeira geração do Samsung SM3 era o Sylphy, baseado Nissan Sunny feito na Coreia do Sul pela Renault Samsung Motors. A produção começou em setembro de 2002 em Busan. Era oferecido com quatro versões e dois motores de quatro cilindros disponíveis: o QG15DE de 1,5 litros e 1,6 litros com sistema de CVTC QG16DE gasolina, ambos da Nissan.
Em 2006, o SM3 foi lançado como Nissan Almera. No mesmo ano, o carro foi lançado na América Central e do América do Sul (exceto Brasil).
A Samsung SM3 também é vendido como Nissan Sunny no Oriente Médio e como a Renault Scala, no México, Egito e na Colômbia.
Em julho de 2009, foi rebatizado como SM3 CE (Classic Edition).
No Brasil, é vendido como Renault Fluence desde de 2011, em 4 versões diferentes, com duas opções de motorização e dois tipos de cambio diferentes.